# 아미누딘 하룬
다토 스리 아미누딘 빈 하룬(말레이어: Aminuddin bin Harun, 1967년 1월 2일 ~ )은 말레이시아의 정치인으로, 현재 제11대 느그리슴빌란주수상이다. 그는 느그리슴빌란주의회 시카마트 선거구 의원이기도 하다. 희망연합(PH)의 구성원 중 하나인 인민정의당(PKR) 소속으로, 현재 인민정의당 느그리슴빌란주 주당위원장이기도 하다.
2018년 총선에서 희망연합이 주의회의 과반을 차지하자, 아미누딘은 완 아지자 완 이스마일 인민정의당 대표의 승인을 받아 느그리슴빌란 술탄에게 정부구성권 양식을 제출했다. 2018년 5월 12일 쿠알라 필라의 스리 므난티 대궁전에서 주수상 취임식을 갖았다.